# На левом берегу (театр)
Новосибирский драматический театр «На левом берегу» — профессиональный театральный коллектив Новосибирска, базирующийся на левом берегу реки Обь.

## История
История театра началась в 1958 году, после того, как местный драмкружок возглавил выпускник студии Ленинградского БДТ, режиссёр С. С. Иоаниди. 22 февраля 1959 года состоялась премьера первого спектакля «Ромео и Джульетта» (У. Шекспир), а 18 марта 1959 года коллективу было присвоено почётное звание «народный». При драмкружке была организована школа-студия. Актерское мастерство вёл народный артист РСФСР Н. Михайлов; артист «Красного факела» Г. Красильников проводил занятия по сценической речи; С. Иоаниди — по фехтованию, сценическому движению; читались лекции по истории театра, костюма, грима. В 1964 году С. Иоаниди оставил театр, чтобы стать главным режиссёром Областного театра драмы, но спустя 17 лет (в 1981 году) вернулся.
В 1993 году театр существовал под началом Новосибирской филармонии и назывался филармоническим театром.
В 1997 году обрёл независимость, получив статус профессионального государственного театра.
В 2008 году здание театра (ул. Котовского, 19) было закрыто на реконструкцию. Однако коллектив продолжил работу, показывая спектакли на двух сценах левобережья — ДДТ им. А. И. Ефремова (ул. Мира, 14) и КДЦ им. К. С. Станиславского (бывший ДК Металлург, ул. Котовского, 2а), а также активно гастролировал по городам Новосибирской области, Российской Федерации и зарубежья (Казахстан, Сербия, Тунис).
В 2017 году театр обрёл постоянную сценическую площадку на первом этаже Дома радио на улице Вертковской, 10.